# Qué pena
«Qué pena» es una canción de los cantantes colombianos Maluma y J Balvin. Se lanzó por Sony Music Latin el 27 de septiembre de 2019.

## Antecedentes y composición
Maluma y J Balvin anunciaron su colaboración en «Qué pena» en sus cuentas de redes sociales el 20 de agosto de 2019. Esta canción es la primera colaboración original entre los dos cantantes colombianos, después de que Maluma se uniera a J Balvin en el remix de este último y en  canción de Nicky Jam «X».
El tema es una canción de fusión urbana que contiene elementos de EDM y música de tango. Se describe como una pista seductora en la que Maluma y J Balvin intentan convencer a una mujer que han conocido antes de salir con ellos, solo para sentirse avergonzados por la situación.

## Vídeo musical
El video musical fue dirigido por Colin Tilley y filmado en la ciudad de Nueva York. El video muestra a Maluma y J Balvin burlándose el uno del otro mientras asisten a una fiesta privada, donde ambos conocen a una mujer a la que no parecen recordar por completo. El video tiene más de 180 millones de visitas en YouTube a partir de mayo de 2020.

## Posicionamiento en listas
| Listas (2019)                    | Mejor posición |
| -------------------------------- | -------------- |
| Argentina (Argentina Hot 100)    | 27             |
| Colombia (Monitor Latino)        | 1              |
| España (PROMUSICAE)              | 21             |
| Estados Unidos (Hot Latin Songs) | 13             |
| México Airplay (Billboard)       | 13             |
| Suiza (Schweizer Hitparade)      | 60             |

## Certificaciones
| País (organismo certificador) | Certificación | Unidades certificadas |
| ----------------------------- | ------------- | --------------------- |
| España (PROMUSICAE)           | Oro           | 20 000                |
| México (AMPROFON)             | Oro           | 30 000                |

## Premios y nominaciones
| Año  | Premiación                  | Categoría          | Resultado | Ref. |
| ---- | --------------------------- | ------------------ | --------- | ---- |
| 2020 | MTV Video Music Awards 2020 | Mejor video latino | Ganador   |      |